# L'Apprenti sorcier (court métrage)
Cet article concerne le court métrage d'animation sorti en 1940. Pour les autres références à L'Apprenti sorcier, voir L'Apprenti sorcier.
Pour plus de détails, voir Fiche technique et Distribution.
L'Apprenti sorcier est un court métrage d'animation américain réalisé par Walt Disney Productions comme une séquence de Fantasia (1940) fondée sur le poème Der Zauberlehrling écrit en 1797 par Goethe et la musique de L'Apprenti sorcier (1897) de Paul Dukas, illustrant le poème.
Mickey Mouse, après avoir emprunté le chapeau magique de son maître le sorcier Yensid, est débordé par un balai qu'il a lui-même ensorcelé pour qu'il aille chercher de l'eau à sa place et qui s'est multiplié en grand nombre.
Cette séquence est aussi présente dans Fantasia 2000.

## Synopsis

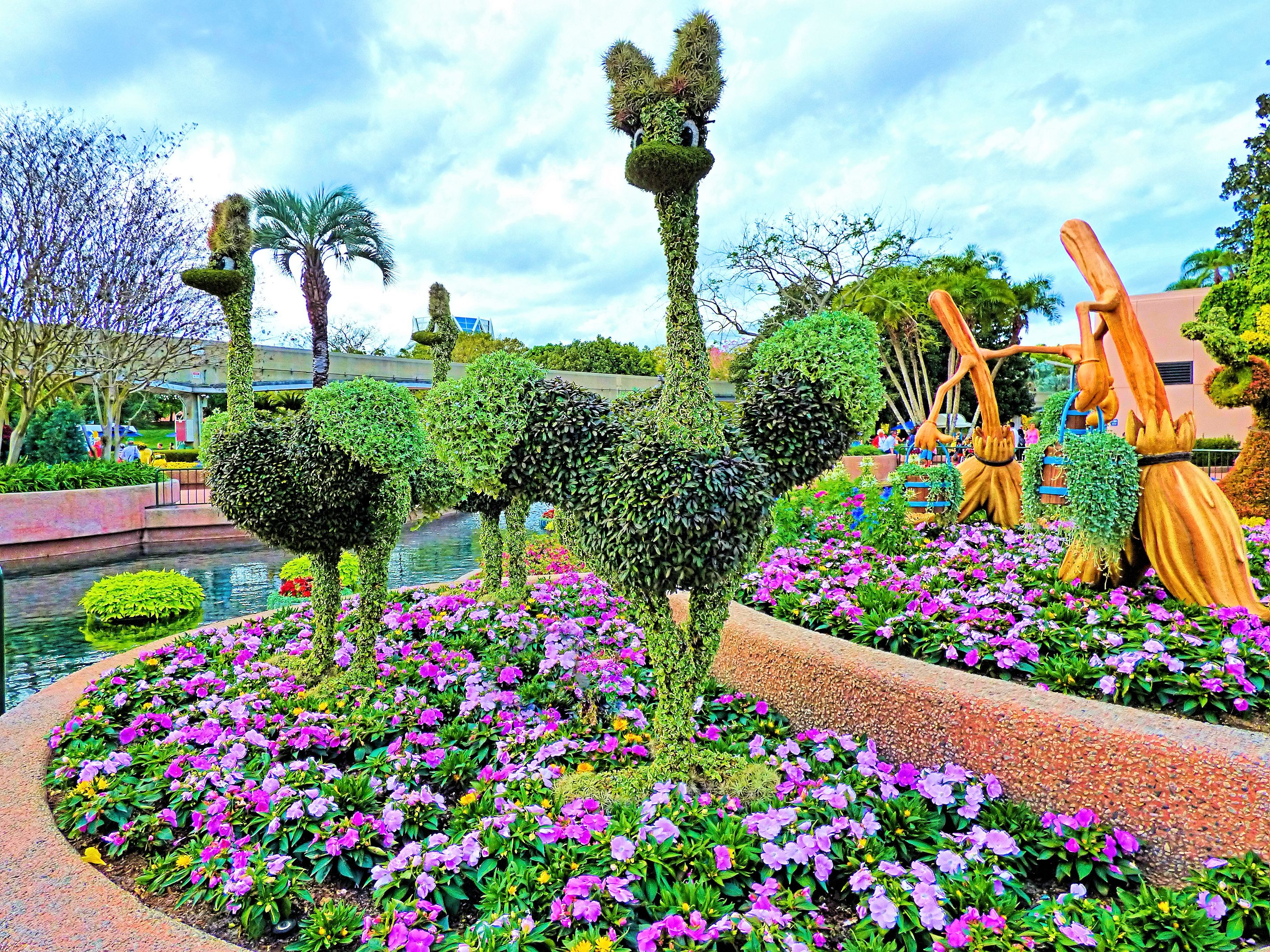
À droite, représentation de deux balais du court métrage, au Festival international des fleurs et jardins à Epcot de 2015.

L'histoire est celle d'un jeune sorcier n'ayant pas réussi à maitriser les forces magiques.
Mickey, habillé d'une robe de bure rouge, porte deux seaux tellement remplis qu'ils débordent à chacun de ses pas ; il est fatigué de monter sa charge. De son côté un magicien barbu, plus âgé et vêtu de bleu transforme un nuage de fumée en un papillon multicolore puis en feuilles qui retournent vers un crâne posé sur la table devant lui. Fatigué, le sorcier part se coucher laissant son chapeau conique sur la table et sur lequel semble reposer les pouvoirs magiques, tandis que Mickey poursuit sa tâche consistant à remplir un réservoir du laboratoire souterrain grâce à l'eau d'une fontaine située dans une cour au sommet d'un escalier.
Mickey profite du départ du magicien pour enfiler le chapeau de ce dernier. Voyant un balai, il lance un sort pour lui donner la vie. Il lui donne deux bras et lui fait porter les seaux à sa place. Pendant que le balai travaille, Mickey, devenu euphorique, en profite néanmoins pour s'assoupir. En rêve, l'apprenti s'amuse avec les étoiles et les comètes, dirigeant les flots de l'océan et les nuages, provoquant des éclairs.
L'eau qu'il perçoit dans son rêve provient en réalité de l'inondation du laboratoire provoquée par le débordement du réservoir déjà plein et que le balai magique continue de remplir comme le lui a assigné Mickey. Ce dernier tente de l'arrêter en vain. Pris de panique, Mickey se saisit d'une hache et détruit le balai en « mille morceaux ». Le problème semble résolu, mais aussitôt chaque éclat devient un nouveau balai complet pourvu de bras et de seaux qui reprennent rapidement leur besogne, amplifiant ainsi inexorablement la catastrophe. Mickey essaye de vider le laboratoire en jetant l'eau par une fenêtre mais les balais sont si nombreux que la fenêtre se retrouve elle-même submergée.
Mickey parvient à se sauver de la noyade en utilisant un grimoire comme barque. Il y cherche alors un sort pour annuler le désastre tandis que les balais poursuivent inlassablement leur tâche, vidant même des seaux dans le réservoir submergé sous plusieurs mètres d'eau. Pris par un courant, le livre-bateau de Mickey descend un escalier puis est happé par un tourbillon jusqu'à l'arrivée du magicien.
Le maître stoppe rapidement l'inondation en utilisant les pouvoirs qu'il est le seul à maitriser parfaitement, et tel Moïse lors du passage de la mer Rouge, il libère l'escalier en séparant les flots. Mickey fautif et tout penaud rend à celui-ci le chapeau puis le balai et repart avec les deux seaux poursuivre la tâche qui lui avait été initialement assignée.
La silhouette sur une estrade du chef d'orchestre Leopold Stokowski apparaît alors sur un fond rouge, Mickey arrive alors et les deux personnages se félicitent mutuellement.

## Fiche technique
- Titre original : The Sorcerer's Apprentice
- Titre français : L'Apprenti sorcier
- Réalisateur : James Algar
- Scénario : Perce Pearce et Carl Fallberg
- Direction artistique : Tom Codrick, Charles Philippi et Zack Schwartz
- Supervision de l'animation : Fred Moore et Vladimir Tytla
- Animateurs : Les Clark, Riley Thompson, Marvin Woodward, Preston Blair, Edward Love, Ugo D'Orsi, George Rowley et Cornett Wood
- Décors : Claude Coats, Stan Spohn, Albert Dempster et Eric Hansen
- Producteur : Walt Disney
- Production : Walt Disney Pictures
- Distributeur : Buena Vista Pictures
- Format d'image : Couleur (Technicolor)
- Son : Mono
- Langue : (en)
- Pays :  États-Unis
- Dates de sortie :
  - États-Unis : 13 novembre 1940
  - France : 1er novembre 1946

## Commentaires

### Production
La production du court métrage L'Apprenti sorcier a débuté en 1937, alors que le succès de Mickey commençait à décliner. Walt Disney souhaite « un film de prestige, artistiquement ambitieux » et son frère Roy Oliver négocie les droits d'adaptation de L'Apprenti sorcier, entreprise entamée en mai 1937. Ce court métrage compose avec l'un des souhaits de Walt Disney, réconcilier la jeune génération avec la musique classique, public qui « n'avait pas d'avis sur le sacrilège potentiel d'imager les pièces de musique ». Les droits d'adaptation ont été confirmés dans une lettre de Roy reçue le 31 juillet 1937 par Walt. Disney utilise alors pour bande sonore un enregistrement d'Arturo Toscanini.

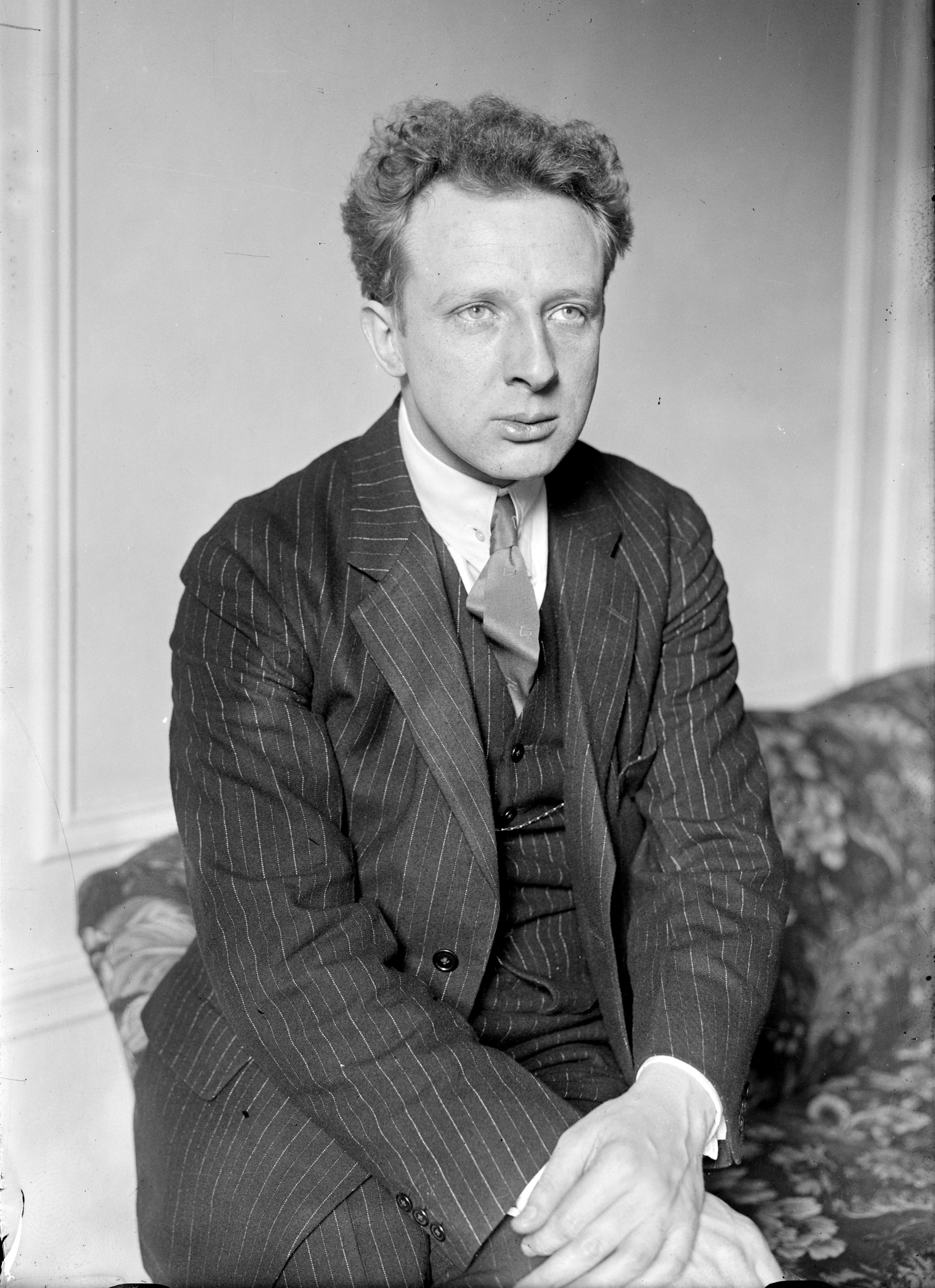
Leopold Stokowski.

Durant le processus de création de ce film, Walt Disney rencontre le chef d'orchestre renommé Leopold Stokowski lors d'une soirée à Hollywood et lui évoque le projet de court métrage musical,. Pierre Lambert indique que Walt invita Stokowski à sa table dans un restaurant de Beverly Hills, afin de ne pas manger tous les deux seuls,,.
Dans un mémo d'octobre 1937, Walt écrit qu'il est « tout revigoré à l'idée de travailler avec Stokowski », qu'il ressent que « les possibilités d'une telle combinaison sont si grandes » et qu'elles « nécessiteront son orchestre complet ainsi qu'une forme de compensation pour Stokowski »,,. Allan indique qu'une lettre au contenu similaire a été envoyée le 26 octobre 1937 au représentant new-yorkais de Stokowski. Walt ajoute aussi dans ce mémo qu'il « a pris les devants » et a déjà « lancé une équipe sur le scénario », « avant de poursuivre sur Bambi ». Perce Pearce est nommé chef du projet et est assisté de Carl Fallberg pour le scénario et de Leigh Harline pour la musique.
Stokowski accepte alors de diriger un orchestre pour la bande sonore du film,,,.
En novembre 1937, Stokowski envoie les enregistrements préliminaires de la pièce de Dukas, qui permettent de produire une première animation. Cette animation se fait d'abord avec Simplet dans le rôle-titre puis il est remplacé par Mickey Mouse, selon la décision de Walt. Mais Disney à nouveau change d'avis et demande à James Algar de réaliser le court métrage avec Mickey,, Pearce et son équipe sont alors transférés sur un autre projet.
La pré-production du court métrage avec Mickey Mouse se poursuit quand en décembre 1937, Roy prévient que le budget devient important, mais Walt poursuit son idée pour ce film. Le 2 janvier 1938, Stokowski livre les partitions pour la musique du film, puis le 9 janvier l'enregistrement débute dans le studio de David O. Selznick, plus grand que celui de Disney. Le tournage des scènes avec l'orchestre, prévu le 19 est repoussé au 24 à cause de l'absence du costume de Stokowski. La bande sonore étant prête, l'animation débute le 21 janvier avec la scène du rêve confiée à Preston Blair. Pour l'animation en elle-même voir ci-dessous. Une fois, l'animation en grande partie réalisée, une avant-première a lieu le 12 avril 1938.

### Analyse
La séquence L'Apprenti Sorcier est marquée par l'utilisation d'un personnage Disney déjà existant, Mickey Mouse. Un traitement particulier du personnage a été nécessaire pour faire jouer à la souris le rôle de l'apprenti sorcier. À partir de 1936, le rôle de Mickey est devenu celui d'un faire-valoir par rapport aux personnages secondaires, de plus son caractère est beaucoup plus sage, moins approprié aux gags. Les anciens personnages secondaires, Dingo et Donald Duck, deviennent les héros de leurs propres séries à partir de 1938.
Disney n'est pas le premier à prendre le scénario du poème Der Zauberlehrling écrit en 1797 par Goethe comme source pour un film. Sidney Levee a réalisé The Wizard's Apprentice en 1930 une adaptation d'Hugo Riesenfeld. L'année suivante Oskar Fischinger, réalise Studie Nr. 8 (1931) comprenant la version mise en musique par Paul Dukas et quelques années plus tard la Compagnie française des films à son tour une adaptation de Der Zauberlehrling.
La séquence du rêve de puissance de Mickey, alors endormi sur une chaise tandis qu'un balai enchanté travaille pour lui, qui se situe vers le milieu du court métrage et qui a été exécutée par Preston Blair, est la première partie d'animation à avoir été réalisée,. Pour cette séquence, Blair utilisa un film réalisé avec un sportif de l'UCLA sautant au-dessus de tonneaux et de boîtes et dont la longue chevelure aida Blair pour les mouvements de la robe de Mickey. Les effets d'eau inondant la pièce ont ensuite été réalisés par Ugo D'Orsi. John Grant note que dans une interview de février 1976 au magazine Millimeter Ben Sharpsteen, en contradiction avec les éléments précédents, considère « qu'il n'y a pas eu de volonté d'améliorer le personnage de Mickey Mouse… il s'agit simplement d'une sorte d'une évolution progressive » ».
Les premières animations de Mickey ont été réalisées sous la direction de Les Clark qui l'animait depuis Steamboat Willie (1928). Mais afin de convenir à ce nouveau rôle, l'image de Mickey a été modifiée dans son ensemble et la tâche confiée à l'animateur Fred Moore. Cette modification a impliqué de nombreux artistes dont le réalisateur Perce Pearce qui demanda par exemple en novembre 1937 dans un mémo « d'éviter les gags ordinaires pour la séquence du rêve »,. Moore a créé le modèle de Mickey avec son costume et a ajouté des pupilles à Mickey, apparues à la même période en bandes dessinées (22 décembre 1938). Une des évolutions visibles dans cette séquence est la prise de poids de Mickey, à l'opposé de Steamboat Willie où il semble en caoutchouc et n'a pas besoin de faire d'effort pour accomplir une action, le Mickey de Fantasia, il sautille avec légèreté ou s'effondre de fatigue mais donne une « impression de pesanteur convaincante ». Johnston et Thomas considèrent le déchaînement des éléments comme la représentation de la Nature brutale à l'image du feu de forêt dans Bambi (1942) ou la scène de la marée montante dans la caverne des pirates des Aventures de Bernard et Bianca (1977).
Pour le personnage du sorcier, nommé Yen Sid ou Yensid, les animateurs ont pris comme modèle pour les prises de vues réelles l'acteur Nigel De Brulier,. Il a été conçu par Joe Grant et sa première apparition a été animée par Grim Natwick. Pour Bob Perelman, l'image renvoyée par Yensid est celle du « magicien avec un vieux et grand grimoire, portant une longue robe décorée de symbole cosmologique et lançant un sort d'un coup de sa baguette magique phallocrate ». Malgré sa présence à l'écran très limitée, l'image du personnage est rendue paternelle grâce à ses derniers gestes envers Mickey, alors qu'il semble très savant, strict et dur durant le reste du film.